# Пчелино (Северо-Казахстанская область)
Пчелино (каз. Пчелино) — село в Мамлютском районе Северо-Казахстанской области Казахстана. Входит в состав Дубровинского сельского округа. Код КАТО — 595237400.

## География
Находится в 40-ти километрах от районного центра. В 5 км к юго-востоку от села находится озеро Кривой Колдаман.

## Население
В 1999 году население села составляло 171 человек (86 мужчин и 85 женщин). По данным переписи 2009 года в селе проживало 95 человек (46 мужчин и 49 женщин).